# 2. zračnoprevozni bataljon (Južni Vietnam)
2. zračnoprevozni bataljon (vietnamsko 2. Tieu-Doan Nhuy-Du; kratica 2. TDND) je bila padalska enota Armade Republike Vietnam.

## Zgodovina
Bataljon je bil ustanovljen leta 1965 in dodeljen Zračnoprevozni diviziji.
Bataljon je bil januarja 1975 poslan v provinco Quang Nam, kjer je sodeloval v obrambnih bojih.

## Organizacija
- štab
- podporna četa
- 1. strelska četa
- 2. strelska četa
- 3. strelska četa
- 4. strelska četa